# جامعة الأزهر (غزة)
جامعة الأزهر - غزة هي جامعة فلسطينية، أسست عام 1991 م، لتكون مؤسسة فلسطينية للتعليم العالي تحقق طموح الشعب الفلسطيني وتكون عنوان في البذل والعطاء.

## نشأة الجامعة
أنشئت جامعة الأزهر - غزة في العام 1991 كمؤسسة للتعليم العالي تلبي طموحات الشعب الفلسطيني وتكون عنواناً لقدرة هذا الشعب على البذل والعطاء وقد كان قرار ياسر عرفات رئيس دولة فلسطين في إنشاء هذه الجامعة هادفاً إلى غرس الشباب الفلسطيني في بلده وتدعيم جذوره فيها، وقد نمت هذه الجامعة نمواً سريعاً يستحق كل الإعجاب والتقدير.
بدأت جامعة الأزهر بكليتين فقط هما: كلية الشريعة والقانون (كلية الحقوق الآن) وكلية التربية، وفي العام 1992 تم إنشاء أربع كليات أخرى هي: الصيدلة، الزراعة، العلوم، والآداب الإنسانية، ثم أضيفت لها في العام 1993 كلية سابعة وهي كلية الاقتصاد والعلوم الإدارية.
أما في العام 1997 فقد تم إنشاء كلية العلوم الطبية التطبيقية تلبية لاحتياجات المجتمع الفلسطيني القادر على الخوض في مجال التخصصات الدقيقة. وفي العام 1999 تمت الموافقة على إنشاء كلية طب فلسطين فرع جامعة الأزهر، حيث باشر طلبة كلية الطب دراستهم الأكاديمية. وفي العام 2001 ونتيجة للتطور الهائل في علوم الحاسوب وتكنولوجيا المعلومات كان لجامعة الأزهر القرار الحكيم في إنشاء الكلية العاشرة بالجامعة وهي كلية هندسة الحاسوب وتكنولوجيا المعلومات وذلك لمواكبة التقدم العلمي والتطور السريع في مجال التخصصات العلمية الحديثة.
وقد انطلقت جامعة الأزهر - غزة في ظروف صعبة وأخذت بشكل مطرد نحو إقامة المباني المستقلة والمختبرات العلمية الحديثة ومكتبتها الجديدة التي تسعى الجامعة جاهدة لتزويدها بذخائر الكتب والمراجع والدوريات العلمية والأدبية فتكون للباحثين مرتعاً خصباً ينهلون منه العلم والمعرفة.
أما في مجالات الدراسات العليا فقد قامت الجامعة بإنشاء برامج الماجستير في تخصصات اللغة العربية والتربية والحقوق والكيمياء والزراعة.وحرصاً من الجامعة على الإسهام في بناء الدولة خاضت مجال الدراسات التأهيلية للمواطن الفلسطيني والتطويرية لموظفي المؤسسات المختلفة فأنشأت دائرة التعليم المستمر لهذا الغرض. وفي هذا الإطار تم تطوير برنامج الدبلوم المتوسط إلى كلية الدراسات المتوسطة التي تمنح درجة الدبلوم المتوسط في مجالات دراسية مختلفة تلبي حاجة الوطن في إيجاد الإنسان الفلسطيني القادرة على الإسهام في بناء مجتمعه وتطويره على أسس علمية منهجية كما قامت الجامعة بإنشاء عدة مختبرات للإفادة منها مثل:
- مختبر المياه والتربة الذي يجرى كافة التحاليل المائية لأغراض البحث وللمؤسسات والسكان.
- مختبر تحليل الأغذية الذي يقوم بتحليل الأغذية وبيان مدى صلاحيتها للاستعمال الإنساني وذلك حفاظاً على الإنسان الفلسطيني.
- مختبر البحوث والتحاليل الدوائية، الذي يقدم خدماته للقطاع العام والخاص حيث يقوم بتحليل الأدوية ومنحها شهادة الجودة.

## خدمات الطالب

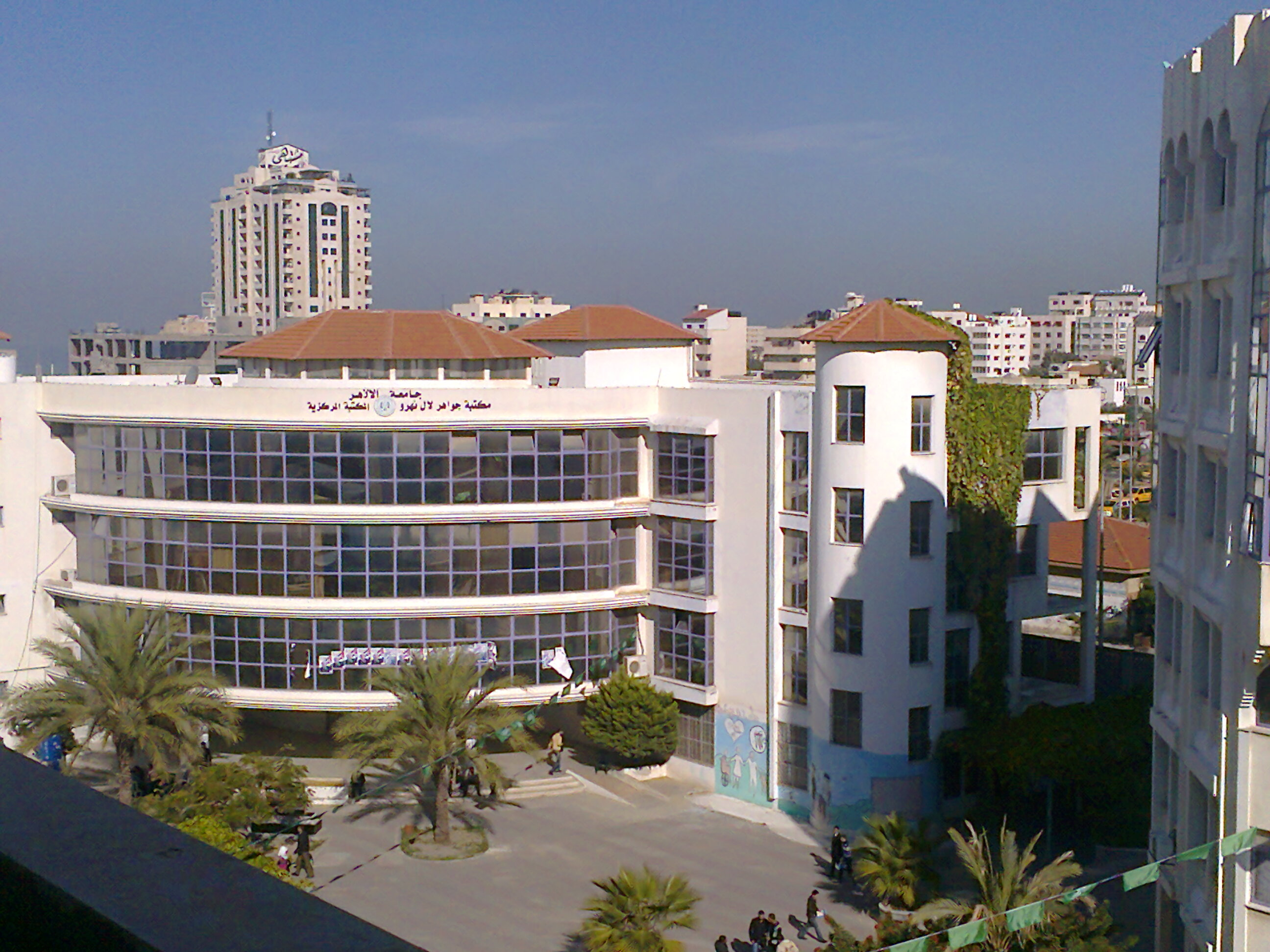
مكتبة جواهر لال نهرو بجامعة الأزهر

يستطيع الطالب المسجل في الجامعة الدخول إلى صفحته الالكترونية التي تخصصها الجامعة لكافة الطلبة المسجلين عن طريق الرقم الجامعي وكلمة مرور خاصة بالطالب والتي يحصل عليها من الجامعة، بحيث يتمكن من التواصل مع الجامعة والحصول على كافة البيانات التي يحتاج دون الحاجة لزيارة عمادة القبول والتسجيل أو مسجل الكلية الخاصة به، فيتمكن الطالب من:
- التسجيل الفصلي.
- مشاهدة سجل العلامات والمعدل الفصلي والتراكمي.
- مشاهدة الخطة الدراسية.
- معرفة الحالة المالية.
- الاتصال بمكتبة الجامعة والاستعارة منها إلكترونياً.
- الحصول على التقويم الجامعي وأهم المعلومات التي تخص الطالب.
- مراسلة وحدة التكنولوجيا والمعلومات للاستفسار أو لحل مشاكل الصفحة.
- مراسلة الطلبة الآخرين في الكلية.
- مراسلة الأساتذة.

كما توفر الجامعة خدمة «تواصل»  التي تمكن الطالب من الحصول على الخدمات الجامعية من خلال رسائل الجوال SMS, حيث تعد جامعة الأزهر أول جامعة فلسطينية تفعل مثل هذه الخدمة. يرسل الطالب رسالة على الرقم المخصص يذكر فيها رقم الخدمة التي يريد الحصول عليها كما يلي:
1. لمعرفة المعدل التراكمي وعدد ساعات النجاح.
2. طلب طباعة كشف درجات عربي.
3. طلب طباعة كشف درجات إنجليزي.
4. طلب طباعة شهادة قيد عربي.
5. طلب طباعة شهادة قيد إنجليزي.
6. استرجاع كلمة المرور.
7. الاستعلام عن قيمة منحة وزارة التربية والتعليم العالي.

## العلاقات العربية الدولية والتبادل الثقافي
تتمتع جامعة الأزهر- غزة باعتراف عربي ودولي كبير وتنسج علاقات كثيرة ومتنوعة مع العديد من الاتحادات والمنظمات والشبكات العربية والدولية المختلفة والتي تدعم وتقوي حالة الاعتراف بشهاداتها وخريجيها وأنظمتها الأكاديمية. وتمتاز جامعة الأزهر بغزة بعضويتها في:
1. اتحاد الجامعات العربية.
2. اتحاد الجامعات الإسلامية.
3. الاتحاد الدولي لرؤساء الجامعات.
4. الشبكة العربية الأوروبية للبحوث العلمية.
5. الاتحاد الدولي لجامعات البحر الأبيض المتوسط.
6. المنظمة العربية للمسئولين عن القبول والتسجيل بالجامعات العربية.
7. اتحاد الجامعات الدولية (IAU).

## كليات الجامعة

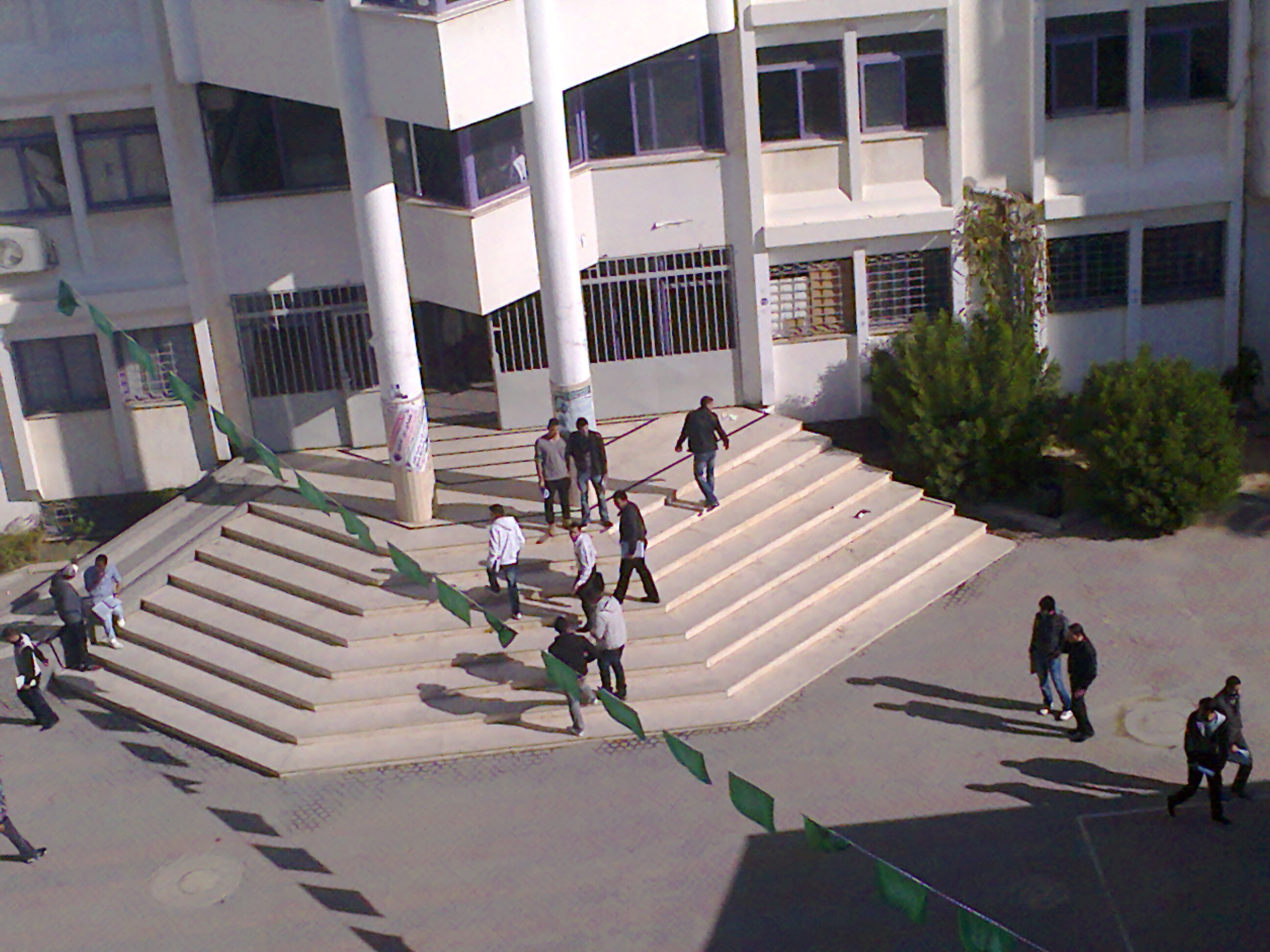
ساحة مبنى الكليات الأدبية

## كلية طب فلسطين
أنشئت كلية طب فلسطين عام 1999م وهي فرع بجامعة الأزهر (غزة) والآخر بجامعة القدس - أبو ديس طحيث تخرج منها 8 دفعات بمستوى علمي ممتاز ويشهد على ذلك العديد من الأطراف المتابعين لامتحانات التوظيف ومزاولة المهنة وتعتبر كلية طب فلسطين هي كلية الطب الفلسطينية الوحيدة الحاصلة على اعتراف محلي ودولي ويستطيع طلابها اكمال تخصصاتهم العليا في شتى مجالات الطب في أي دولة بما فيها أمريكا وبريطانيا وفرنسا.. و تعد الكلية الوحيدة في جامعات قطاع غزة مع نظيرتها تلك في الجامعة الإسلامية (غزة) و تمنح الكلية درجة البكالوريوس في الطب البشري.

## كلية الدكتور حيدر عبد الشافي لطب الأسنان
إحدى كليات جامعة الأزهر في غزة أنشأت عام 2007 وحملت اسم الدكتور حيدر عبد الشافي بقرار رئاسي من رئيس السلطة الوطنية الفلسطينية محمود عباس تكريماً للدكتور حيدر عبد الشافي و تمنح الكلية درجة البكالوريوس في طب الأسنان بعد اجتياز الطالب 200 ساعة معتمدة.

## كلية الهندسة وتكنولوجيا المعلومات
أنشئت كلية الهندســة وتكنولوجيا المعلومات بجامعة الأزهر (غزة) في العام الجــامعي 2001/2002، لمواكبة التطور العلمي والتقدم الحضاري المتسارع الذي تشهده ساحات العملية الأكاديمية خاصة والمتطلبات المجتمعية الإنسانية عامة، ولتضع جامعة الأزهر بغزة في طليعة العمل الأكاديمي الفلسطيني الذي يخدم دون شك مسيرة العمل الوطني.
كلية الهندسة وتكنولوجيا المعلومات بجامعة الأزهر التي تبوأت موقع الصدارة في اهتمامات الباحثين والأكاديميين .
حققت كلية الهندسة وتكنولوجيا المعلومات بجامعة الأزهر الإنجازات الأكاديمية والإدارية المشهودة فبلغ عدد الطلبة الملتحقين بها في عامهـا الثاني عشر (1200) طالب وطالبة في شتى التخصصات. تطورت علوم الحاسوب و تقانة المعلومات تطوراً سريعاً وذلك في الاتجاهين الأفقي والرأسي، ونشأ عن ذلك الحاجة لتغطية أكاديمية متخصصة في علوم تكنولوجيا المعلومات في جميع مجالاتها الحياتية والتطبيقية و تضم التخصصات التالية :هندسة أنظمة الحاسوب وهندسة الحاسوب و الاتصالات و هندسة الميكاترونيكس وهندسة الطاقة المتجددة و هندسة المعدات الطبية و هندسة المساحة بالإضافة إلى تخصصات تكنولوجيا المعلومات : بكالوريوس في علم الحاسوب و بكالوريوس في نظم معلومات بالإضافة إلى تخصص الوسائط متعددة و تُقدم الكلية، وبالتعاون مع كلية الدراسات العليا برنامج الماجستير في الحوسبة ونظم معلومات و برنامج الماجستير في علم البيانات.

## كلية الصيدلة
أنشئت سنة 1992 م و تمنح درجة البكالوريوس في الصيدلة وتعتبر أول كلية للصيدلة في جامعات قطاع غزة وتقدم الكلية، وبالتعاون مع كلية الدراسات العليا برنامج الماجستير في العلوم الصيدلانية وعدد طلابها 1055 طالب.

## كلية العلوم
أنشئت سنة 1993 م وتضم التخصصات التالية الرياضيات والعلوم الحياتية والفيزياء والكيمياء وعلوم الأرض وتقدم الكلية، وبالتعاون مع كلية الدراسات العليا برنامج الماجستير في العلوم الحياتية و برنامج الماجستير في الرياضيات ويبلغ عدد طلابها 777 طالب.

## كلية الاقتصاد والعلوم الإدارية
أنشئت سنة 1993 م وتضم التخصصات التالية وهي المحاسبة وإدارة الأعمال والإحصاء والاقتصاد و تمنح شهادة الماجستير في إدارة الأعمال و المحاسبة و الإقتصاد وعدد طلابها 2389 طالب.

## كلية العلوم الطبية التطبيقية
أنشئت سنة 1997م وتضم عدة تخصصات منها التمريض و التخدير و الانتعاش و التحاليل الطبية و أخصائي الطب المخبري وتقدم الكلية، وبالتعاون مع كلية الدراسات العليا برنامج الماجستير في التصوير الطبي والتغذية الإكلينيكية والعلوم الطبية المخبرية و مكافحة العدوى (مشترك) وعدد طلابها 993 طالب.

## كلية الاداب والعلوم الإنسانية
أنشئت عام 1992 م وتضم عشرة تخصصات و وتقدم الكلية، وبالتعاون مع كلية الدراسات العليا برنامج الماجستير في العلاقات الدولية و الدبلوماسية و الترجمة وعدد طلابها 2265 طالب.

## كلية التربية
أنشئت عام 1991 م وتضم عدة تخصصات وتمنح شهادة الماجستير في تخصص علم النفس ومناهج وطرق التدريس .

## كلية الحقوق
وكانت تسمى كلية الشريعة والقانون و أنشئت عام 1991 تضم تخصص القانون شعبة لغة إنجليزية و شعبة لغة عربية وتقدم الكلية، وبالتعاون مع كلية الدراسات العليا برنامج الماجستير في القانون العام و القانون الخاص .

## كلية الزراعة و الطب البيطري
أنشئت عام 1992م وتضم تخصص بكالوريوس في الطب البيطري و هو التخصص الوحيد في جامعات قطاع غزة و تخصص الهندسة الزراعية في علوم وتكنولوجيا الأغذية والإنتاج الحيواني و الدواجن و الانتاج النباتي الصناعات الغذائية.

## كلية الشريعة
و تضم تخصص الشريعة الإسلامية و المصارف الإسلامية و القضاء الشرعي وتقدم الكلية، وبالتعاون مع كلية الدراسات العليا برنامج الماجستير في الفقه المقارن.

## كلية الدراسات العليا
نظراً لحاجة الجامعة لكلية مختصة في الدراسات العليا وتنظيم شؤونها تسعى الكلية منذ ذلك الحين إلى التوسع في برامج الدكتوراة وتطوير برامج الماجستير وتقدم الكلية، وبالتعاون مع الكليات والأقسام المختصة، برامج دراسات عليا متقدمة في حقول علمية متنوعة، وخصوصاً تلك المتعلقة بدرجة الماجستير، وتتضمن هذه البرامج تخصصات الهندسة وتكنولوجيا المعلومات والعلوم الطبية المساندة والتمريض والبيطرة والزراعة و الشريعة و العلوم الصيدلانية وطب الأسنان و العلاقات الدولية و الدبلوماسية والعلوم البحتة مثل الرياضيات و العلوم الحياتية ، و يوكل للكلية وضع الأُسس والتنظيمات المتصلة ببرامج الدراسات العليا تلك ودرجاتها العلمية، كما أن من مهمة الكلية متابعة تنفيذ هذه التعليمات والأسس وتفعيل برامج المنح للطلبة المتفوقين وفق الأسس المعمول بها.

## كلية الدراسات المتوسطة بجامعة الأزهر
أنشأت عام 2001م وتمنح شهادة الدبلوم المتوسط في البرمجيات وقواعد البيانات والالكترونيات الصناعية والتمريض و المحاسبة و إدراة الأعمال و التصميم الجرافيكي وعدد طلابها 2000 طالب.

## التعاون والتبادل الخارجي
يعتبر التفاعل والتعاون مع المؤسسات التعليمية الخارجية ضرورة ملحة لكافة الجامعات لاسيما في مجال الدراسات العليا والبحث العلمي، والذي يتيح فرصاً هامة للطلبة والمحاضرين في الجامعة لإكمال دراستهم العليا.
و يفيد أيضاً في إمكانية الاستفادة من خبرات الجامعات الأخرى في المجالات الأكاديمية حيث يتم تبادل المحاضرين وعقد الندوات، وتفعيل دور البحث العلمي وتكنولوجيا المعلومات، ويسمح أيضاً بتساوق الأداء الأكاديمي والعلمي في جامعة الأزهر بغزة والجامعات العربية والدولية بما ينفع الطلبة والأكاديميين والإداريين.

### علاقات التوأمة والتعاون العلمي
1. علاقة توأمة مع جامعة إكس مرسيليا (فرنسا).
2. علاقة توأمة مع جامعة دانكرك (فرنسا).
3. علاقة توأمة مع جامعة قناة السويس في جمهورية مصر العربية.
4. علاقة توأمة مع جامعة القاهرة في جمهورية مصر العربية.
5. علاقة تعاون أكاديمي مع جامعة يوميست بمانشيستر (بريطانيا).
6. علاقة تعاون أكاديمي مع جامعة القاهرة في جمهورية مصر العربية.
7. علاقة تعاون أكاديمي مع جامعة فيلبس ماربورج في ألمانيا.
8. علاقة تعاون أكاديمي مع جامعة أسيوط في جمهورية مصر العربية.
9. علاقة تعاون مع المعهد القومي لعلوم البحار في جمهورية مصر العربية.
10. علاقة تعاون أكاديمي مع جامعة الأزهر في جمهورية مصر العربية.
11. علاقة تعاون أكاديمي مع جامعة طنطا في جمهورية مصر العربية.
12. علاقة تعاون مع جامعة فيريي في بروكسل، (بلجيكا).
13. علاقة تعاون مع المركز الألماني.
14. علاقة تعاون مع المركز الفرنسي.
15. علاقة تعاون مع المركز البريطاني.
16. علاقة تعاون مع مركز الأمديست.
17. اتفاقية تعاون مشترك مع مركز كمبيوتر لاند.[3]

## قصف مبنى الجامعة
في اليوم التاسع والعشرين منذ أحداث السابع من شهر أكتوبر في عملية طوفان الأقصى، في 4 نوفمبر 2023، شنّت طائرات قوات الاحتلال الإسرائيلية غاراتٍ جويَّة شملت مبنى جامعة الأزهر في المغراقة، شرق مدينة غزة. أدى هذا القصف بأضرارٍ جسيمة على المبنى؛ حيث دُمِّر بشكلٍ شبه كامل. قدرت الجامعة تكاليف إعادة الإعمار ما يقارب 76 مليون دولار.

## خريجون بارزون
- حمزة الدحدوح
- أمل الكحلوت
- معتز عزايزة

## التعليم الإلكتروني
نتيجة الاجتياح الإسرائيلي لقطاع غزة (2023 - 2024) وقصف مباني الجامعة و تدمير البنى التحتية التابعة لها ، فقد قرر مجلس أمناء الجامعة استكمال العملية التعليمية عبر التعليم الإلكتروني لجميع الكليات على منصة مودل.

## وصلات خارجية
- موقع الجامعة على الإنترنت
- اتفاقية التعاون بين جامعة الأزهر وكمبيوتر لاند